# پرودیام
پرودیام (انگلیسی: Prodiame) یک استروژن مصنوعی، استروئیدی و 17β-آمینواستروژن با اثرات ضد انعقاد است که نخستین بار در سال ۱۹۸۳ معرفی شد و هرگز به بازار عرضه نشد.